# Lailly-en-Val
Lailly-en-Val ist eine Gemeinde in Frankreich mit 3100 Einwohnern (Stand: 1. Januar 2022) im Département Loiret in der Region Centre-Val de Loire. Die Gemeinde gehört zum Arrondissement Orléans und zum Kanton Beaugency. Die Einwohner werden Laillylois genannt.

## Lage
Lailly-en-Val liegt auf der südlichen Seite der Loire, etwa 22 Kilometer südwestlich von Orléans. Die Gemeinde liegt im UNESCO-Welterbe Val de Loire. Umgeben wird Lailly-en-Val von den Nachbargemeinden Baule im Norden, Dry im Nordosten, Jouy-le-Potier im Osten, Ligny-le-Ribault im Süden und Südosten, Saint-Laurent-Nouan im Westen und Südwesten sowie Beaugency im Westen und Nordwesten.

## Bevölkerungsentwicklung
| Jahr      | 1962 | 1968 | 1975 | 1982 | 1990 | 1999 | 2006 | 2018 |
| Einwohner | 1279 | 1311 | 1427 | 1875 | 2054 | 2251 | 2403 | 3104 |

## Sehenswürdigkeiten
- Kirche Saint-Sulpice, wiedererrichtet im 16. Jahrhundert, im 19. Jahrhundert umgebaut
- Gutshof Flux
- Calvaire
- Schloss Fonpertuis aus dem 15. Jahrhundert
- Schloss Les Gaschetières aus dem 18. Jahrhundert
- Schloss Les Bordes, 1800 erbaut
- Schloss Pully, 1763 erbaut

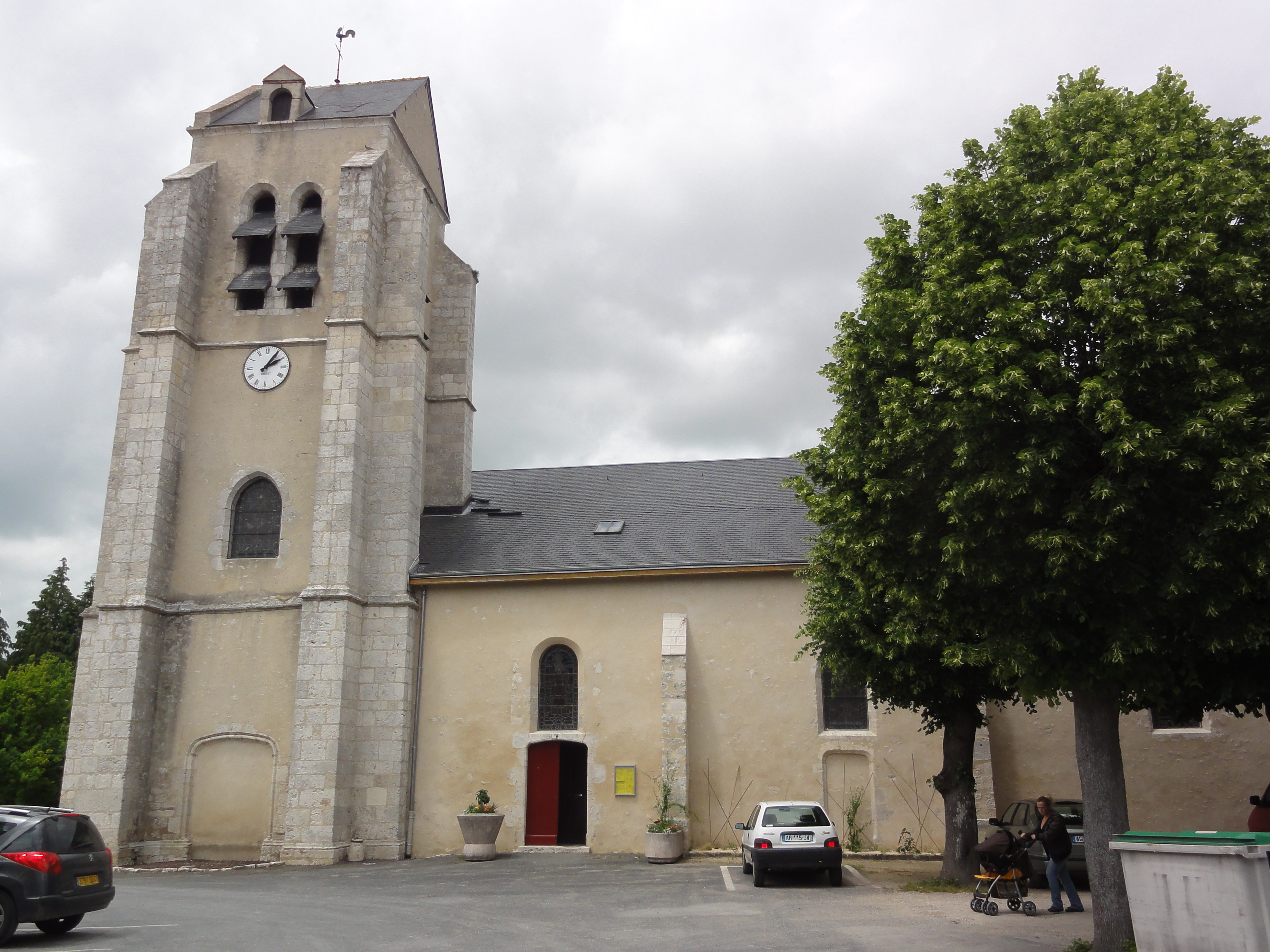
Kirche Saint-Sulpice
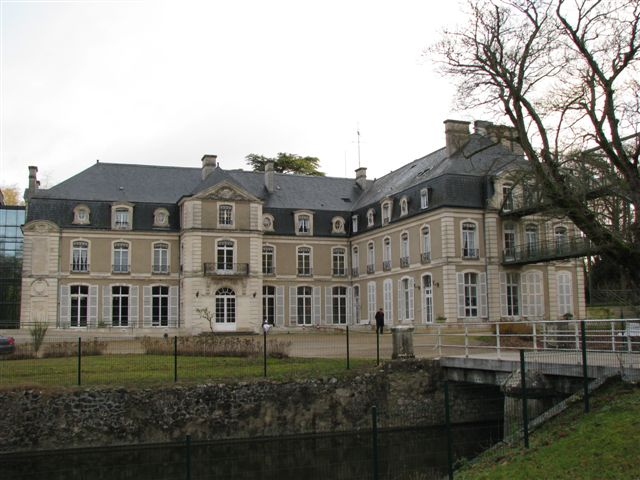
Schloss Fonpertuis

## Persönlichkeiten
- Étienne Bonnot de Condillac (1714–1780), Priester und Philosoph